# FC Dinamo-Auto Tiraspol
FC Dinamo-Auto är en fotbollsklubb i Tiraspol i Moldavien som grundades 2009. 
Klubben spelar i Divizia Națională – den moldaviska förstadivisionen.

## Placering tidigare säsonger
| Säsong  | Nivå | Liga              | Placering | Referens |
| ------- | ---- | ----------------- | --------- | -------- |
| 2012/13 | 2    | Divizia A         | 3         | [ 1 ]    |
| 2013/14 | 1    | Divizia Națională | 8         | [ 2 ]    |
| 2014/15 | 1    | Divizia Națională | 8         | [ 3 ]    |
| 2015/16 | 1    | Divizia Națională | 5         | [ 4 ]    |
| 2016/17 | 1    | Divizia Națională | 9         | [ 5 ]    |
| 2017    | 1    | Divizia Națională | 9         | [ 6 ]    |
| 2018    | 1    | Divizia Națională | 6         | [ 7 ]    |
| 2019    | 1    | Divizia Națională | 4         | [ 8 ]    |
| 2020    | 1    | Divizia Națională | 6         | [ 9 ]    |
| 2021/22 | 1    | Divizia Națională | 6         | [ 10 ]   |
| 2022/23 | 1    | Superligan        | 8         | [ 11 ]   |